# Phao câu

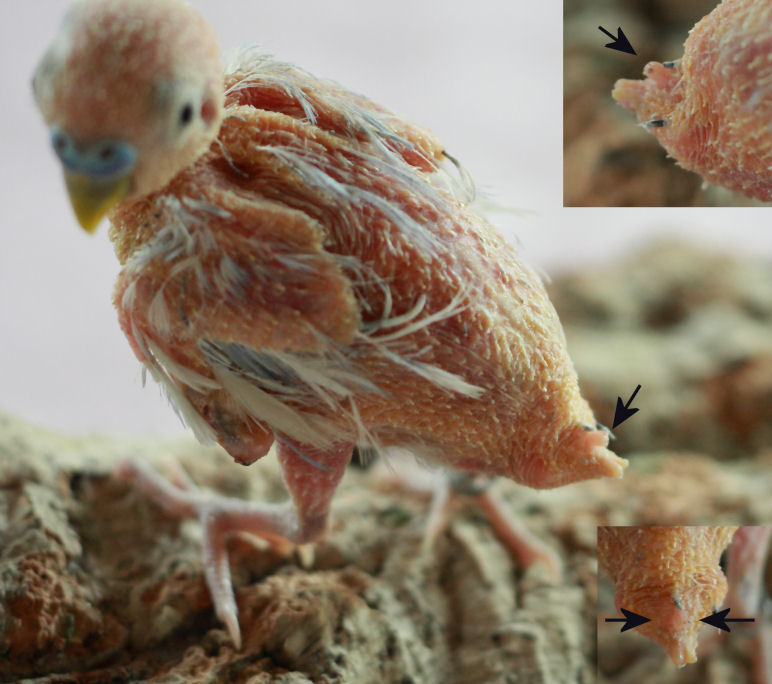
Phao câu của một con chim ra ràng

Phao câu (Pygostyle) là phần thịt có nhiều mỡ ở cuống đuôi hậu môn của các giống chim, nó là phần sau cùng của thân gà, vịt, ngan, ngỗng cũng như một số loài chim. Bộ phận này tích tụ mỡ và cholesterol nhiều nhất trong cơ thể con vật. Trên phao câu có phần nhú lên với một nốt nhỏ bằng hạt đậu (Uropygial gland), những con gà, vịt thường dùng mỏ quẹt để lấy chất dầu béo làm cho bộ lông vừa bóng mượt, vừa bảo vệ cơ thể không bị thấm nước khi gặp sương, mưa, những con gà thường dùng mỏ để lấy dịch chất béo để trau chuốt cho bộ lông của chúng. Dịch này có thể làm tăng vẻ đẹp và bóng mượt của lông gà.
Bên trong hậu môn chim có túi xoang (Vertebra), trong túi xoang có hàng vạn tế bào lympho và những tế bào phệ khổng lồ. Những tế bào này có thể cắn nuốt được các chất độc gây bệnh vào cơ thể gà, vịt trong đó không loại trừ vi khuẩn gây ung thư. Trong phao câu có chứa một lượng vitamin E nên có thể giúp da, tóc đẹp hơn song không đáng kể. Phao câu gà là phần thịt được nhiều nơi ở châu Á ưa thích vì nó mềm, ngọt và có vị đậm đà hơn hẳn những phần thịt ở những bộ phận khác. Tuy nhiên, theo khoa học, phao câu là bộ phận cần bỏ đi nhất của con gà vì quá béo và rất bẩn.

## Khuyến cáo
Đây là một món khoái khẩu của người Việt Nam vì độ ngậy, béo nên nhiều người thích ăn phao câu, có câu tục ngữ "Thứ nhất phao câu, thứ nhì đầu cánh" hay "nhất thủ vĩ, nhì phao câu", hiện nay có hàng loạt những quán ăn, quán nhậu phao câu gà được mọc lên. Phao câu ăn mềm, béo ngậy, thơm mùi mỡ gà rất đặc trưng. Đông y còn cho rằng ăn phao câu sẽ giảm nhức đầu, tăng cường dương khí, điều hòa kinh nguyệt. Nhiều người quan niệm ăn phao câu giúp tóc đen, mượt và da đẹp hơn.
Tuy vậy, hàm lượng cholesterol cao rất có hại cho sức khỏe, đặc biệt với những bệnh nhân tim mạch, rối loạn mỡ máu. Thường khi làm thịt gà vịt, người ta cắt bỏ cái nốt ấy để phao câu không bị hôi. Nhiều người ngộ nhận việc ăn phao câu giúp vòng ba to hơn là điều hoàn toàn vô lý, không có cơ sở khoa học. Nếu ăn ít và không thường xuyên sẽ không sao, nhưng nếu đến mức nghiện, ăn thường xuyên phao câu thì rất nguy hại cho cơ thể. Việc thường xuyên ăn phao câu gà, vịt, ngan là thói quen có hại cho sức khỏe.
Bộ phận này còn rất bẩn, dù có làm sạch mấy thì vẫn không thể loại bỏ hết vi khuẩn ở hậu môn (bộ phận thân cận, dính liền với phao câu). Đây là nơi tập trung nhiều loại siêu vi trùng, vi khuẩn gây bệnh và nhiều thứ độc hại khác. Dù có làm sạch vẫn không thể loại bỏ hết vi khuẩn, nhiều con hay có khối u vùng hậu môn, đó có thể là tế bào ung thư, tổ chức bạch huyết ở hậu môn gia cầm là nơi tập trung nhiều loại siêu vi trùng, vi khuẩn gây bệnh, ngoài ra còn chứa một số chất gây ung thư.